# Diadegma polonicum
Diadegma polonicum är en stekelart som beskrevs av Horstmann 1980. Diadegma polonicum ingår i släktet Diadegma och familjen brokparasitsteklar. Inga underarter finns listade i Catalogue of Life.